# Zangia
Zangia là một chi bọ cánh cứng trong họ Chrysomelidae.
Chi này được miêu tả khoa học năm 1976 bởi Chen.

## Các loài
Các loài trong chi này gồm:
- Zangia coerulea Jiang, 1990
- Zangia nigricollis Jiang, 1990
- Zangia pallidula Jiang, 1990
- Zangia signata Jiang, 1990